# (225225) Ninagrünewald
(225225) Ninagrünewald est un astéroïde de la ceinture principale.

## Description
(225225) Ninagrünewald est un astéroïde de la ceinture principale. Il fut découvert le 26 septembre 2008 à Wildberg par Rolf Apitzsch. Il présente une orbite caractérisée par un demi-grand axe de 3,20 UA, une excentricité de 0,05 et une inclinaison de 14,7° par rapport à l'écliptique.

## Compléments